# Jorge Vivaldo
Jorge Antonio Vivaldo (Luján, Argentina, 16 de febrero de 1967) es un exfutbolista y actual director técnico argentino, conocido principalmente por su carrera como arquero. Durante su trayectoria como jugador, defendió los colores de varios equipos del fútbol argentino, destacándose especialmente en Chacarita Juniors, donde se convirtió en un referente y capitán del equipo.
Actualmente es entrenador de Talleres (RdE) de la Primera Nacional de Argentina

## Trayectoria

### Como jugador
Nacido en Luján, su familia se trasladó por motivos laborales a la ciudad de Sarandí. Ingreso a las divisiones inferiores de Racing Club, debió dejar el fútbol para dedicarse a trabajar la separación de sus padres, dedicándose por un tiempo al oficio de cartero. Luego de que sus padres retomaran la vida en común, siguió jugando al fútbol en Sarandí, pasando a los 19 años una prueba para quedar en el club de la ciudad, Arsenal de Sarandí. Luego pasó a defender los colores de Deportivo Español por una temporada, donde fue arquero suplente de Pedro Catalano. 
Su primer logro importante fue el ascenso con Colón a primera división después de casi 14 años militando en la B. Fue titular en la primera rueda del torneo, pero después fue relegado al banco por Leo Díaz. Otro logro importante fue el ascenso a la Primera División con Chacarita Juniors en 1999. Luego del ascenso el Flaco siguió defendiendo el arco de Chacarita hasta el 2002, año en el que es transferido a Olimpo de Bahía Blanca, luego de ser solicitado por el entrenador Julio César Falcioni.
Jugó en Olimpo hasta el 2004, año en el que estuvo cerca de firmar con Boca Juniors bajo la petición del entonces entrenador Carlos Bianchi, pero el acuerdo fracasó de manera escandalosa cuando Vivaldo estaba siendo el invitado de un espectáculo futbolístico de televisión. Durante el show, había una comunicación en directo con un miembro de la junta de Boca Juniors, José Beraldi, quien confirmó que el club ya no estaba interesado en Vivaldo, incluso después de que había un acuerdo verbal con el técnico.
En el 2005 vuelve a Chacarita y protagoniza una histórica salvada del descenso a la Primera B Metropolitana. Chacarita jugó un desempate contra Defensores de Belgrano que terminó en un empate sin goles. En la definición por penales Vivaldo atajó un penal inolvidable y se consagró como uno de los máximos ídolos de Chacarita. En 2005 firmó para Tiro Federal que debutaba en Primera División.Tras el descenso, pasó a formar parte de la plantilla de Independiente Rivadavia, donde fue una de las figuras en el ascenso al Nacional B en 2007.Luego pasó a Temperley, en donde fue suplente de Federico Crivelli por una temporada.

### Como entrenador
En 2009, pasa a ser el entrenador de Temperley en la Primera B metropolitana, que fue su último equipo como futbolista profesional.La temporada siguiente, pasó a CAI de la Primera B Nacional,donde renuncia en diciembre de 2010 tras una mala campaña. Sus siguientes equipos fueron Tristán Suárez y Comunicaciones,para en julio de 2014 asumir en Sud América de la Primera División de Uruguay.En octubre de 2015 dejó el equipo por motivos económicos.
En diciembre de 2015 es anunciado como nuevo entrenador de Villa Dalmine de la B Nacional, con vistas al año 2016;Sin embargo su estadía duró hasta marzo de dicho año, luego de solo 7 partidos dirigidos.Ese mismo mes inició su segundo paso por Comunicaciones, Tras 5 derrotas seguidas, renunció para en diciembre de 2016 hacerse cargo del Atlético Huila colombiano.En mayo de 2017, tras una irregular campaña, se anuncia su salida del equipo.
Para octubre de 2017 firma con Villa San Carlos de la Primera B metropolitana.Luego de una remontada histórica que lo tuvo peleando por salvarse del descenso, tras confirmarse la baja de categoría de Los villeros y debido a la baja de presupuesto económico, dejó el club.En mayo de 2018, tras rechazar una oferta de San Telmo, se anuncia su regreso a Chacarita Juniors, siendo despedido por la directiva funebrera en diciembre del mismo año.
En febrero de 2019 se anuncia su regreso al banco de Villa San Carlos,en donde logra el ascenso en el torneo de Primera C 2018-19 tras derrotar por penales a Excursionistas en la final del reducido.En febrero de 2021, tras perder en el reducido de Primera B ante San Telmo, se anuncia el fin de su ciclo como entrenador. Ese mismo mes, se anuncia su regreso a Comunicaciones, en lo que fue su tercer ciclo como entrenador;este ciclo duró 6 meses, luego de renunciar al puesto tras caer ante Cañuelas. En junio de 2022 es Acassuso quien contrata sus servicios,dejando al club tras solo 12 partidos en septiembre.
En julio de 2024 es anunciado como nuevo director técnico de Brown de Adrogué, último de la Primera Nacional.No logró mantener la categoría, tras un desempate ante Atlético Rafaela, descendiendo a la Primera Metropolitana.
En noviembre de 2024 fue anunciado como nuevo DT de Club Deportivo Los Chankas de la Primera División del Perú.
A fines del mes de mayo de 2025 asume como entrenador de Talleres (RdE) de la Primera Nacional de Argentina.

## Clubes

### Como jugador
| Club                    | País      | Año       |
| ----------------------- | --------- | --------- |
| Arsenal de Sarandí      | Argentina | 1989-1990 |
| Deportivo Español       | Argentina | 1991-1992 |
| Arsenal de Sarandí      | Argentina | 1992-1993 |
| Colón                   | Argentina | 1993-1995 |
| Arsenal de Sarandí      | Argentina | 1995-1998 |
| Chacarita Juniors       | Argentina | 1998-2002 |
| Olimpo                  | Argentina | 2002-2004 |
| Chacarita Juniors       | Argentina | 2004-2005 |
| Tiro Federal            | Argentina | 2005-2006 |
| Independiente Rivadavia | Argentina | 2006-2008 |
| Temperley               | Argentina | 2008-2009 |
| Unión del Viso          | Argentina | 2011      |
| Atlético Pilar          | Argentina | 2011      |

### Como entrenador
| Club              | País      | Año       |
| ----------------- | --------- | --------- |
| Temperley         | Argentina | 2009-2010 |
| CAI               | Argentina | 2010      |
| Tristán Suárez    | Argentina | 2012      |
| Comunicaciones    | Argentina | 2012      |
| Sud América       | Uruguay   | 2014-2015 |
| Villa Dálmine     | Argentina | 2016      |
| Comunicaciones    | Argentina | 2016      |
| Atlético Huila    | Colombia  | 2017      |
| Villa San Carlos  | Argentina | 2017-2018 |
| Chacarita Juniors | Argentina | 2018      |
| Villa San Carlos  | Argentina | 2019-2021 |
| Comunicaciones    | Argentina | 2021      |
| Acassuso          | Argentina | 2022      |
| Brown de Adrogué  | Argentina | 2024      |
| CD Los Chankas    | Perú      | 2025      |
| Talleres (RdE)    | Argentina | 2025-Act. |

## Palmarés

### Como jugador

#### Campeonatos nacionales
| Título             | Equipo                  | País      | Año     |
| ------------------ | ----------------------- | --------- | ------- |
| Torneo Argentino A | Independiente Rivadavia | Argentina | 2006-07 |

#### Otros logros
| Logro                      | Equipo            | País      | Año     |
| -------------------------- | ----------------- | --------- | ------- |
| Ascenso a Primera División | Colón             | Argentina | 1994-95 |
| Ascenso a Primera División | Chacarita Juniors | Argentina | 1998-99 |

### Como entrenador

#### Otros logros
| Logro                             | Equipo           | País      | Año     |
| --------------------------------- | ---------------- | --------- | ------- |
| Ascenso a Primera B Metropolitana | Villa San Carlos | Argentina | 2018-19 |